# Rundu
Rundu este un oraș din Namibia. Situat la o altitudine de circa 1000 m, pe valea râului Okavango, Rundu este reședința regiunii Kavango. Orașul de la granița cu Angola este deservit de un aeroport, localizat la o distanță de 5 km de centru.